# آلساندرو پزنتی-روسی
آلساندرو پزنتی-روسی (ایتالیایی: Alessandro Pesenti-Rossi؛ زادهٔ ۳۱ اوت ۱۹۴۲ در برگامو، لمباردی) رانندهٔ سابق مسابقات اتومبیل‌رانی فرمول یک اهل ایتالیا است که در فصل ۱۹۷۶ در مجموع در چهار گراند پری شرکت کرد، اما موفق به کسب هیچ امتیازی نشد.